# Othilia Verdurmen
Othilia Verdurmen (Groningen, 1962) is een beeldend kunstenaar. Verdurmen maakt grote ruimtelijke sculpturen in textiel, staal en licht, ontwerpt wandtapijten, beelden en fotografeert.

## Biografie
Verdurmen is geboren in Groningen. Haar jeugd bracht Verdurmen grotendeels door in Duitsland en haar middelbareschooltijd in Enschede. Ze volgde daarna een opleiding aan de Academie voor Expressie en Communicatie in Leeuwarden. Ze richtte zich op het ontwerpen en uitvoeren van poppen, decors en kostuums voor het Pop en Spel Collectief in Enschede. Zij richtte zich verder op het maken van monumentale beelden in textiel en staal met een mythologisch karakter.

## Werk
Als eerste solowerk presenteerde Verdurmen Nachtwereld in het Natuurmuseum Fryslân te Leeuwarden. Zij creëerde op beleving gerichte werelden, die vele zintuigen aanspreken. De toeschouwer bevindt zich daarbij in het driedimensionale kunstwerk. De Draak (2005) is een werk voor het Natuurmuseum Fryslân. Haar werk behoort volgens Ton Derksen tot het abstract realisme. Haar belangrijkste werk in deze richting is De Vuurvogel die in 2011 in het Groninger Museum tentoongesteld werd. In 2016 presenteerde zij Penelope en Odysseus, een solo expositie in de TwentseWelle en vond ze via de Griekse figuratieve kunst de weg naar een eigen benadering van het menselijk lichaam in de beeldhouwkunst.

## Tentoonstellingen (selectie)
- 2016 Penelope en Odysseus, TwentseWelle, Enschede
- 2015 foto-expositie Imaginaire Werelden, Museum Jan van der Togt, Amstelveen
- 2009-2011 De Vuurvogel, Groninger museum
- 2006-2010 De Geheime Tuin, Kasteel Groeneveld, Baarn

- International Standard Name Identifier: 0000 0003 8789 060X
- Nederlandse Thesaurus van Auteursnamen: 331647338
- RKD-Nederlands Instituut voor Kunstgeschiedenis: 481230
- Virtual International Authority File: 280905740
- WorldCat: E39PBJqBp7ch44RbGBjm8rr6rq

1. ↑  Vier meter hoge Vuurvogel op Annual Dutch Art Fair 2016 - EZPress® - Algemeen. www.ezpress.eu. Geraadpleegd op 15 februari 2024. [dode link]